# Актобинський сільський округ (Келеський район)
Акто́бинський сільський округ (каз. Ақтөбе ауылдық округі, рос. Актобинский сельский округ) — адміністративна одиниця у складі Келеського району Туркестанської області Казахстану. Адміністративний центр — село Жуантобе.
Населення — 23220 осіб (2021; 20418 у 2009, 16056 у 1999, 12868 у 1989).
Станом на 1989 рік існувала Актюбінська сільська рада (села 22 Партз'їзд, 25 Партз'їзд, Акжар, Ворошилово, Горький, Каратобе, Кизиласкер, Кірово, Кіяжол, Когерту, Леніно, Муратбаєво, Октябр, Соціалістик Казахстан).

## Склад
До складу округу входять такі населені пункти:
| Населений пункт    | Колишні назви         | Населення, осіб (1989) | Населення, осіб (1999) | Населення, осіб (2009) | Населення, осіб (2021) |
| ------------------ | --------------------- | ---------------------- | ---------------------- | ---------------------- | ---------------------- |
| Акжар, село        | -                     | 536                    | 593                    | 753                    | 762                    |
| Бозсу, село        | Леніно                | 1066                   | 1262                   | 1603                   | 1943                   |
| Єскікорган, село   | Кірово                | 524                    | 766                    | 1079                   | 1217                   |
| Жанадауїр, село    | Ворошилово            | 1710                   | 1706                   | 1958                   | 2017                   |
| Жуантобе, село     | 22 Партз'їзд          | 528                    | 572                    | 825                    | 1186                   |
| Интимак, село      | 25 Партз'їзд          | 922                    | 1526                   | 2350                   | 2379                   |
| Каратобе, село     | -                     | 1557                   | 1563                   | 1901                   | 2210                   |
| Кендала, село      | Горький               | 344                    | 550                    | 601                    | 517                    |
| Кіяжол, село       | -                     | 392                    | 535                    | 631                    | 632                    |
| Когерту, село      | -                     | 240                    | 368                    | 553                    | 641                    |
| Кокбулак, село     | Соціалістик Казахстан | 1242                   | 1157                   | 1507                   | 1859                   |
| Куйган, село       | Октябр                | 468                    | 594                    | 806                    | 897                    |
| Лесбек-батир, село | Кизиласкер            | 2550                   | 3253                   | 3918                   | 4662                   |
| Муратбаєво, село   | -                     | 789                    | 1611                   | 1933                   | 2298                   |